# Phagspa
Drogön Chögyal Phagspa of Dromtön Chögyal Pagpa, kortweg Phagspa/Phakpa, (Namring Lukhung, 6 maart 1235 - Sakya, 22 november 1280) was de persoon die in belangrijke mate verantwoordelijk was voor de totstandkoming van de alliantie tussen de sakya-traditie in het Tibetaans boeddhisme en de Mongoolse heersers tijdens de periode van Mongools bestuur over Tibet.
Dit is de ook periode van de dominantie van de sakya-traditie in Tibet. Phagspa was vanaf 1251 abt van klooster Sakya, de sakya trizin, en als zodanig het hoofd van de traditie.
Verder was hij de eerste keizerlijk leermeester in deze periode. Hij ontwierp het Phagspa-schrift.
In de klassieke Tibetaanse geschiedschrijving is Phagspa de belichaming bij uitstek van de rol van priester in de patroon-priesterrelatie tijdens de Yuan-dynastie.

## Historische context
In 1246 was Sakya Pandita, de abt van het klooster Sakya (de sakya trizin), in het gezelschap van zijn neven Phagspa en Chakna Dorjé in Lanzhou in het huidige Gansu aangekomen. De abten van het klooster waren traditioneel ook het hoofd van de sakya-traditie binnen het Tibetaans boeddhisme. Sakya Pandita vertegenwoordigde daar de Tibetaanse belangen aan het hof van prins Godan Khan, die Amdo en het grootste deel van Centraal-Tibet onder Mongoolse heerschappij had gebracht. Hij zou daar tot aan zijn dood in 1251 verblijven. Phagspa werd na het overlijden van Sakya Pandita de nieuwe abt van het klooster Sakya, hoewel hij daar maar een beperkt deel van zijn leven aanwezig zou zijn.
Möngke werd in hetzelfde jaar gekozen tot de vierde khagan van het Mongoolse Rijk. Möngke besloot om de uitoefening van Mongoolse autoriteit te delegeren aan leden van de Mongoolse koninklijke familie. Hij voerde een reorganisatie door van de apanages van de Mongoolse prinsen in Tibet. De geografische ligging van de nieuwe apanages had ook tot resultaat dat de patronage van diverse toenmalige geestelijke stromingen binnen het Tibetaans boeddhisme ook bij diverse leden van de Mongoolse koninklijke familie terechtkwam.
Het betekende ook, dat de diverse Tibetaanse religieuze tradities partij werden in de voortdurende onderlinge vetes tussen diverse facties binnen de Mongoolse elite.

## Phagspa aan het hof van Koeblai Khan

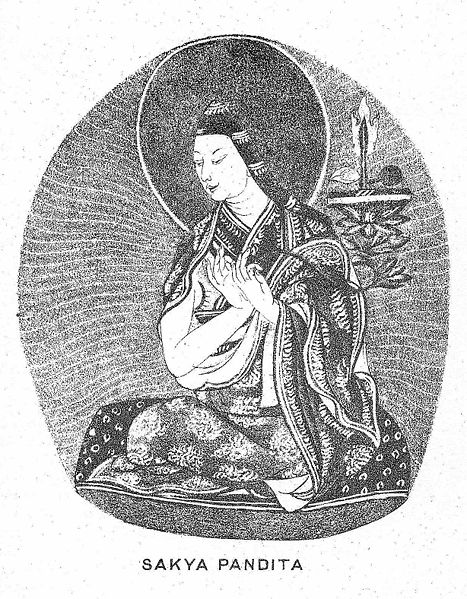
Sakya Pandita

Vanaf 1254 verbleef Phagspa aan het hof van prins Koeblai. In die periode bleef Koeblai vertegenwoordigers van andere tradities en scholen binnen het Tibetaans boeddhisme ontvangen en was er nog geen sprake van een specifieke voorkeur voor de sakya-traditie. Koeblai was met name gecharmeerd van Karma Pakshi, de belangrijkste lama van de kagyü-traditie.
De Mongoolse elite had veelzijdige religieuze interesses, maar zij waren met name geboeid door opvattingen die te maken hadden met individuele redding. De geschiedschrijving van de nyingma-traditie portretteert Koeblai Khan als geobsedeerd door magie en geheime rituelen voor levensverlenging.
Daarnaast hadden de Mongoolse heersers een politiek belang om indien mogelijk te besturen in samenwerking met religieuze facties die konden rekenen op draagvlak bij belangrijke delen van de bevolking van het rijk.
In 1258 voerde Phagspa een aantal debatten met de belangrijkste Taoïsten aan het hof, die beschuldigd werden van het plunderen van boeddhistische kloosters en het verbranden van boeddhistische geschriften. Hij wordt tot winnaar van de debatronde verklaard. Phagspa heeft een aanzienlijk aantal gedichten geschreven en hij vierde de overwinning met een gedicht waarin hij op sluwe wijze de obsessie voor alchemie van de Taoïsten gebruikt als een metafoor voor hun bekering tot het boeddhisme aan het eind van het debat.
De hoogste leraar van de taoïsten,
die diegene volgt die zij Laozi noemen,
is goed getraind in de teksten van zijn traditie,
maar hij werd volledig vergiftigd
door zijn trots op zijn eigen aanzienlijke faam.
Hij plunderde en verbrandde onze boeken.
Maar door het elixer te gebruiken
dat het ijzer van gezond verstand verandert
in het gouden onderricht van een waarachtige overtuiging,
veranderde ik hem in een bezitter van de geloften,
van de uitzonderlijke yoga-beheersing van de Boeddha.
Na het winnen van dit debat steeg de reputatie van Phagspa verder en werd hij beschouwd als een belangrijke politieke factor aan het hof van Koeblai. In 1259 overleed Möngke. Er brak een strijd uit tussen Koeblai Khan en Ariq Boke over de opvolging die in 1264 eindigde met de overgave van de laatste. Karma Pakshi werd beschuldigd het belang van Ariq Boke actief te hebben ondersteund en werd voor een periode van negen jaar verbannen.
Koeblai Khan wijzigde de bestuurlijke structuur van Tibet. Het gehele Tibetaans sprekende gebied werd verdeeld in drie grote districten, waarvan Centraal-Tibet en het westen er één was. Dit district werd verdeeld in dertien myriarchiën. Het systeem van apanages werd afgeschaft met uitzondering van dat van Hulagu, de broer van Koeblai Khan. Dat laatste onderdeel van de beslissing zorgde in de decennia daarna voor veel onrust in het westen van Tibet. Ook tijdens de periode van zijn opvolgers in hetIl-kanaat, Abaka Khan en Arghun, konden Tibetaanse religieuze stromingen, zoals de Drikung Kagyu zich met hulp van troepen van het kanaat tegen de dominantie van de sakya-traditie en daarmee tegen de Yuan-dynastie blijven verzetten.

## Eerste terugkeer van Phagspa naar het kloosterSakya

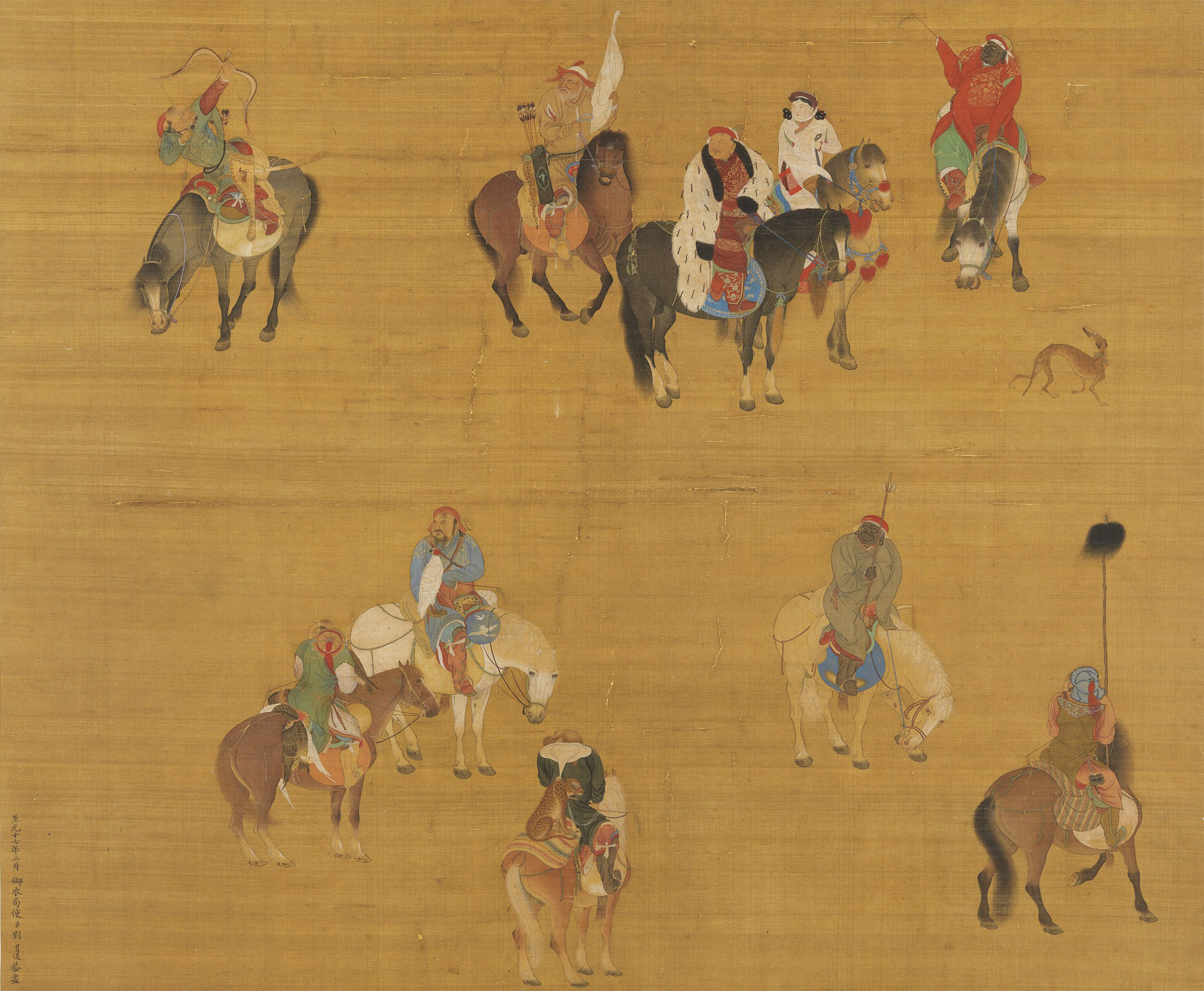
Schilderij van Koeblai Khan op de jacht van de Chinese hofschilder Liu Guandao, c. 1280.

Koeblai benoemde Phagspa tot Nationaal Leermeester, een titel met een nauwelijks gedefinieerde verantwoordelijkheid voor de boeddhistische geestelijkheid en zond hem in 1264 naar Tibet. Phagspa was in het bezit van het zogenaamde Pareldocument, dat Koeblai Khan vlak voor zijn vertrek had ondertekend. Volgens de klassieke Tibetaanse geschiedschrijving wordt Phagspa in dit document de wereldse en bestuurlijke verantwoordelijkheid gegeven voor alle Tibetaanse gebieden. In werkelijkheid bevestigt het document slechts de gebruikelijke vrijstelling van belasting voor de boeddhistische geestelijkheid. Wel werden in alle districten een aantal bestuurders vanuit de sakya gestationeerd. Het jaar 1264 zou dus met enige fantasie als het feitelijke begin van de alliantie tussen de Mongoolse heersers en de sakya-traditie en daarmee ook van de dominantie van die traditie in Tibet kunnen worden beschouwd.
In de twee jaren van zijn verblijf in het klooster Sakya hield Phagspa zich vooral bezig met het schrijven van religieuze geschriften en het ontwerpen van plannen voor de bouw van de Grote Tempel van het klooster. In het westen van Tibet bleef de situatie echter onrustig. De Phagdru kagyü en de Drikung Kagyü,ondersteund door het Il-kanaat, weigerden zich bij een dominantie van de sakya neer te leggen. Door Phagspa gevoerde onderhandelingen om het westelijk deel van Tibet onder controle van de sakya te krijgen in ruil voor een voor de anderen gecreëerd territorium ten zuiden van Lhasa mislukten.
Na twee jaar beval Koeblai Khan Phagspa terug te keren naar het hof. Tegelijkertijd zond Koeblai Khan een legermacht naar het westen van Tibet, die de Drikung Kagyü uiteindelijk dwong de meeste van de in bezit zijnde landgoederen over te dragen aan de sakya. Dit werd door de Drikung, de Phagdru kagyü en het Il-kanaat als een onvergeeflijke belediging gezien.

## Phagspa-schrift en kalenderhervorming

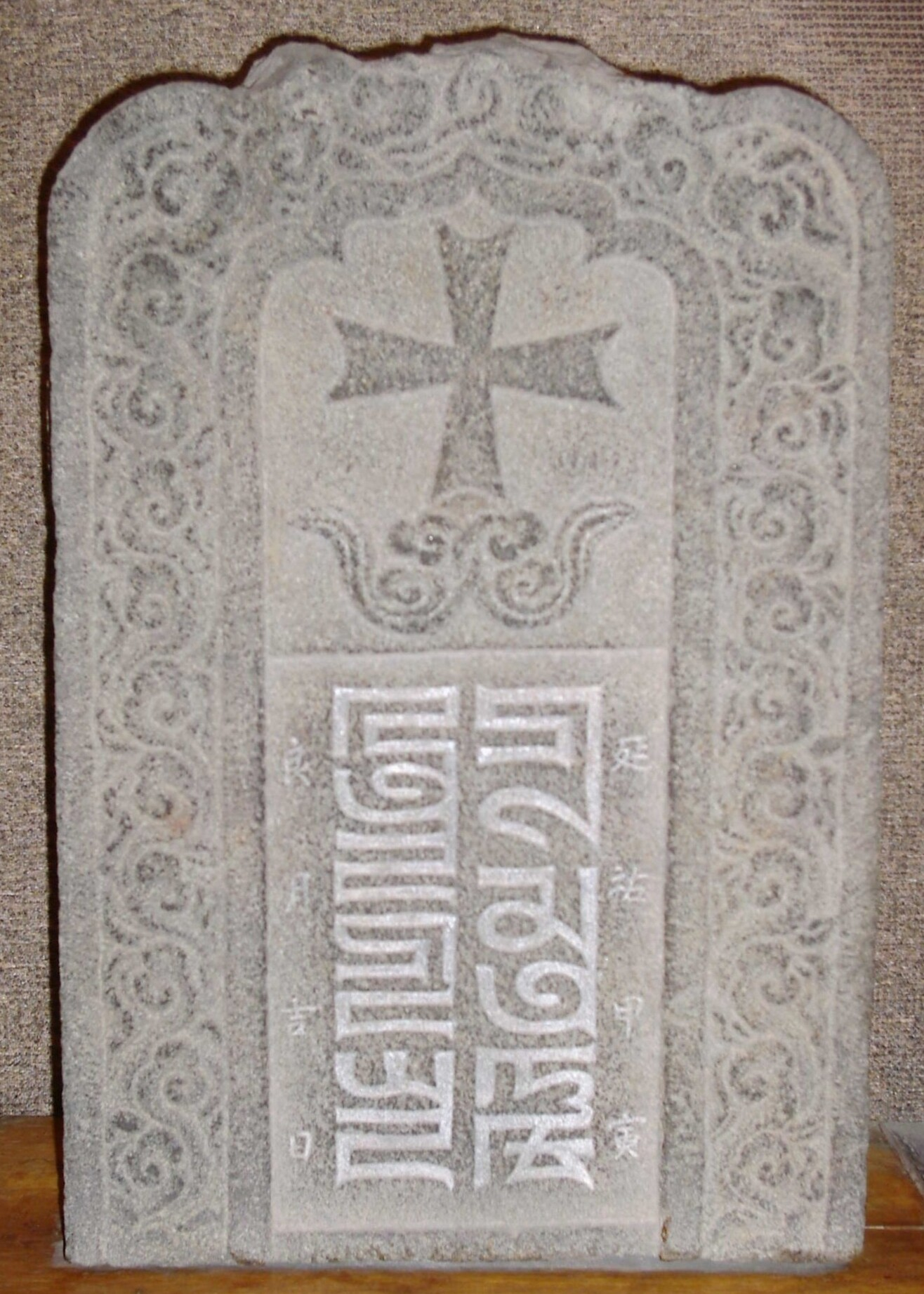
Christelijke grafsteen uit Quanzhou met inscriptie uit 1314 in Phagspa- schrift

Na zijn terugkeer aan het hof werd Phagspa door Koeblai Khan gevraagd een schriftsysteem te ontwerpen, waarin alle belangrijke talen van het rijk geschreven konden worden. Dit werd een abugida waarvan de meeste vormen overgenomen werden van het Tibetaans schrift, maar dat, zoals het Chinese en Mongoolse schrift, van boven naar beneden werd geschreven. Het schrift verdween nooit helemaal na de ondergang van de Yuan-dynastie in 1368. Het werd bijvoorbeeld nog gebruikt als schrift op Tibetaanse zegels, voor opschriften aan de ingangen en op de wanden van Tibetaanse kloosters en voor opschriften op Tibetaanse munten.
Als beloning voor het creëren van dit Phagspa-schrift werd Phagspa in 1270 beloond met de titel van keizerlijk leermeester, waarmee hij in feite de belangrijkste religieuze autoriteit van het boeddhisme in het gehele rijk werd.
Phagspa schreef meerdere verhandelingen over de Tibetaanse kalender en de Tibetaanse astronomie. In alle gevallen betrof het hier praktische rekenboeken. Deze geschriften zijn de oudst bekende uitbeeldingen van de Kalachakra-astronomie die in het Tibetaans zijn teruggevonden en die geen vertalingen uit het Sanskriet zijn. Phagspa was verantwoordelijk voor de invoering van de op de Kalachakratantra gebaseerde Tibetaanse kalender in Tibet. Tegelijkertijd voerde hij de Tibetaanse maandaanduiding volgens de zogenaamde Hor-maanden in die tot en met het begin van de 21e eeuw in gebruik zijn gebleven.
In deze periode van 1267 tot 1275 was Phagspa weliswaar formeel verbonden aan het hof van Koeblai Khan, maar hij was er bijna nooit. In de praktijk verbleef hij vooral in het noorden van Amdo.

## Tweede terugkeer van Phagspa naar het het kloosterSakya

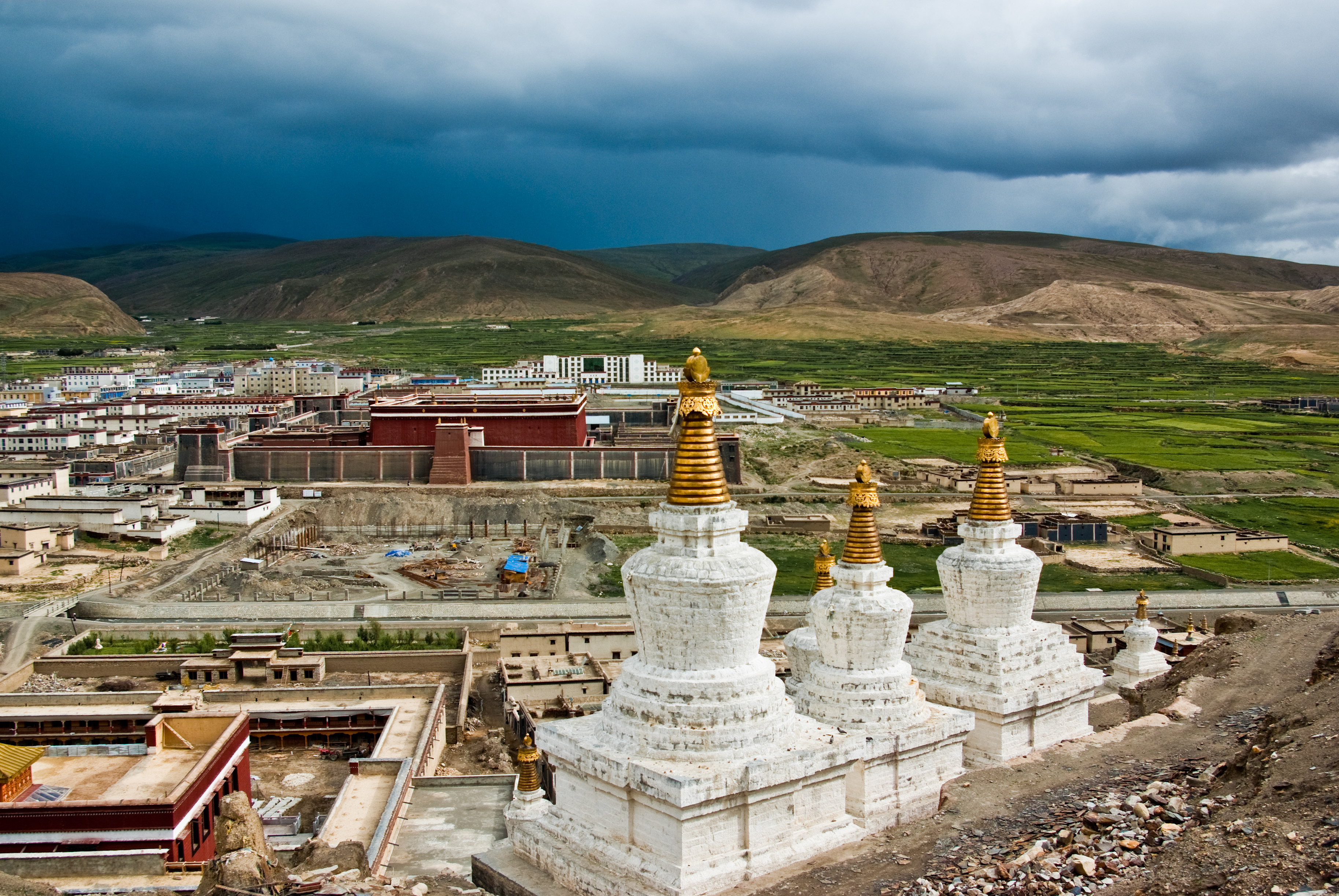
Sakya-Klooster

Begin 1275 verbleef Phagspa wel een korte periode aan het hof van Koeblai Khan. Dat was echter alleen om deze toestemming te vragen terug te mogen keren naar Centraal-Tibet en het klooster Sakya. Die toestemming werd verkregen. Het resultaat was wel dat Phagspa afstand moest doen van de titel keizerlijk leermeester.
Tijdens zijn terugkeer ontmoette Phagspa gewapende tegenstand van een aantal Tibetaanse stammen in Amdo. Hij moest uiteindelijk door Mongoolse troepen geëscorteerd worden om het klooster Sakya weer te kunnen bereiken. De situatie in het westen van Tibet was nog steeds onrustig. De Drikung en de Phagdru-kagyü waren met hulp van troepen vanuit het Il-kanaat, constant bezig het aan de sakya verloren terrein te heroveren.
Phagspa besloot een grote religieuze conferentie te beleggen, waaraan alle toen bestaande tradities binnen het Tibetaans boeddhisme zouden deelnemen. Het enige dat alle Tibetaanse religieuze facties bond was hun devotie voor het boeddhisme. Prins Jingim (ook wel als Zhenjin benoemd), de tweede zoon van Koeblai Khan en op dat moment de kroonprins, financierde de kosten voor de conferentie. De conferentie was tot op zekere hoogte succesvol, want gedurende enkele jaren was er sprake van een betrekkelijke rust in Tibet.
In de laatste jaren van zijn leven schrijft Phagspa dan zijn laatste en meest beroemde werk Het Verlichten van de Voorwerpen van Kennis. Phagspa bedankte Prins Jingum door het boek aan hem op te dragen. (Het boek is dan ook bekend onder de titel Prince Jingum's Textbook on Tibetan Buddhism.)
Phagspa overlijdt totaal onverwacht in 1280. Er ontstonden onmiddellijk verhalen dat Phagspa vergiftigd zou zijn. Als gevolg daarvan ontstond er een machtsstrijd in het klooster. De verdenking viel op de Poncen, de persoon die bij afwezigheid van de abt verantwoordelijk was voor alle wereldse zaken alsmede voor het handhaven van de orde en discipline van de monniken. Het resultaat van de buitengewoon lange duur van de afwezigheid van de abten (Sakya Pandita en daarna Phagspa) had tot gevolg, dat het gewicht van de functie van Poncen steeds belangrijker werd. De Poncen had zijn functie moeten afstaan na de terugkeer van Phagspa in 1276.
Koeblai Khan besloot in te grijpen en zond een legerkorps naar het klooster dat de Poncen en zijn bondgenoten executeerde. Enkele jaren later werd de Poncen een staande, permanente functie en de uitvoerend functionaris werd benoemd door het keizerlijk bestuur.

## Waardering
Phagspa was slechts 45 jaar op het moment van zijn overlijden. Op de leeftijd van ongeveer 25 jaar werd hij een factor van politiek belang aan het hof van Koeblai Khan. Gedurende de rest van zijn leven heeft hij moeten balanceren tussen de belangen van de keizer, dat van zijn eigen klooster Sakya met zijn immense landgoederen en dat van de altijd onrustige leiders van de religieuze clans en tradities in Tibet.
In de klassieke Tibetaanse geschiedschrijving is Phagspa de belichaming bij uitstek van de rol van priester in de patroon-priesterrelatie tijdens de Yuan-dynastie. Dat is de relatie tussen een wereldlijk machthebber en een geestelijk leider. In een dergelijke relatie biedt de wereldlijk heerser zijn militaire bescherming aan de geestelijk leider, in ruil voor spirituele opleiding en zegening. Essentieel in de Tibetaanse geschiedschrijving is de opvatting dat de relatie van een gelijkwaardige aard was.
Hedendaagse tibetologen relativeren echter sterk de invloed die Phagspa op Koeblai Khan zou hebben gehad. In de periode van 1267 tot 1275 verbleef Phagspa zelden aan het hof en kan hij Koeblai Khan niet of nauwelijks ontmoet hebben.
Phagspa is slechts vier jaar keizerlijk leermeester geweest. En ook dat was een keizerlijke functie. Acties die door de keizerlijk leermeester werden geïnitieerd en die contrair zouden kunnen zijn aan de belangen van de Mongoolse heersers waren onmogelijk. De beslissingen van de keizerlijk leermeester werden dan ook altijd namens de keizer genomen en hadden vooral betrekking op de bevestiging van het verkrijgen van goederen en privileges in Tibet.
Vaak geformuleerde opvattingen, volgens welke Phagspa bijvoorbeeld de "onderkoning van Tibet" zou zijn, dekken volstrekt niet de historische realiteit.
- Bibsys: 90723160
- Bibliothèque nationale de France: cb120937797 (data)
- CiNii: DA05914058
- Gemeinsame Normdatei: 118966294
- International Standard Name Identifier: 0000 0000 8366 4742
- Library of Congress Control Number: n82098580
- Nationale bibliotheek van Australië: 35881231
- Nederlandse Thesaurus van Auteursnamen: 06927021X
- Réseau des bibliothèques de Suisse occidentale: 02-A000130091
- Système universitaire de documentation: 029276594
- Trove: 1129226
- Virtual International Authority File: 27093349